# ظهور دوم (کلیسای عیسی مسیح قدیسان آخرالزمان)
اعضای کلیسای عیسی مسیح قدیسان آخرالزمان بر این باورند که زمانی در آینده ظهور دوم  عیسی مسیح بر روی زمین به وقوع خواهد پیوست. این کلیسا و رهبران آن پیشگویی‌ای در خصوص زمان دقیق نمی‌کنند.
بنا بر آموزه‌های کلیسا عیسی مسیح قدیسان آخرالزمان انجیل حقیقی پیش از ظهور دوم در همهٔ بخش‌های جهان تدریس خواهد شد. اعضای این کلیسا بر این باورند که جنگ، زمین لرزه‌ها، توفندها و دیگر فجایع انسان ساخته و طبیعی به‌طور فزاینده شدیدی پیش از ظهور دوم رخ خواهند داد.

## مقصود
این کلیسا می‌آموزد که خدا همهٔ انسان‌ها را دوست دارد چه آنها که روی زمینند و چه آنها که در گذشته روی زمین بوده‌اند. الهیات این کلیسا بر این باور است که همه به خاطر کفاره مسیح از نو زنده می‌شوند، اما برای نیل به سعادت شخص باید مناسک خاصی، از جمله غسل تعمید، تأیید، وقف به معبد و ازدواج آسمانی، را در زمان حضور روی زمین انجام دهد. این کلیسا بر این باور است که خدا برای آنانی که مناسک لازم را دریافت نکرده‌اند راهی قرار می‌دهد که کار برایشان انجام شود. انسان‌ها به دلیل ناکامی در یادگیری یا پذیرش آموزه‌های قدیسان آخرالزمان از فرصت ورود به بهشت محروم نخواهند شد. کلیسا مدعیست غیرمورمون‌ها هم پس از مرگ از طریق کار معبد انجام شده به وسیلهٔ واسطه‌های زنده و کار میسیونری اتفاق افتاده در جهان روحانی فرصت پذیرش این مناسک را خواهند داشت.